# Champagne-sur-Seine
Champagne-sur-Seine település Franciaországban, Seine-et-Marne megyében. Lakosainak száma 6491 fő (2022. január 1.). Champagne-sur-Seine Saint-Mammès, Samoreau, Thomery, Vernou-la-Celle-sur-Seine, Vulaines-sur-Seine, Héricy, Machault és Moret-Loing-et-Orvanne községekkel határos.

## Népesség
A település népességének változása:
| Lakosok száma | 6289 | 6179 | 6339 | 6233 | 6292 | 6353 | 6354 | 6356 | 6491 |
|               | 2013 | 2015 | 2016 | 2017 | 2018 | 2019 | 2020 | 2021 | 2022 |